# Robin Shroot
Robin Alexander Edward Shroot (Londra, 26 marzo 1988) è un allenatore di calcio ed ex calciatore nordirlandese, di ruolo attaccante.

## Biografia
Shroot è di origine ebraica dal lato paterno e proviene dall'East End di Londra. Ha frequentato l'Alleyn's School di Dulwich, nel sud di Londra, dove ha giocato anche a cricket per l'Alleyn Ad hoc XI. Prima di trasferirsi a Birmingham, allenava una squadra giovanile londinese, chiamata Balham Blazers: Shroot era alla guida della formazione Under-13. Nel 2012, ha manifestato a The Jewish Chronicle la volontà di rappresentare il Regno Unito alle Maccabiadi. A partire dal settembre 2013, ha iniziato a scrivere un editoriale su The Comet.

## Carriera

### Giocatore

#### Club
Shroot a iniziato a giocare a calcio nelle giovanili del Wimbledon FC, fino a quando non è rimasto svincolato all'età di 16 anni. È passato quindi alla formazione Academy dello Staines Town, organizzata in sinergia con il Kingston College. Per questa squadra, ha segnato l'unica rete nella finale della Middlesex Premier Cup 2006 e ha contribuito al raggiungimento dei play-off per l'assegnazione della Southern Youth League e della finale dell'English Schools' Football Association Under-18 College's Trophy. Shroot non ha mai giocato per lo Staines Town nell'Isthmian Football League – collezionando solo qualche apparizione in panchina, senza essere utilizzato – ma ha segnato nella finale della Southern Combination Cup, una competizione della prima squadra.
A settembre 2006 è passato all'AFC Wimbledon, sempre nell'Isthmian Football League. Ha esordito in questa divisione in data 26 settembre 2006, nella vittoria per 2-1 arrivata sull'Ashford Town (Middlesex). Nella stagione 2006-2007, Shroot ha collezionato due presenze da titolare e cinque da subentrato, senza realizzare alcuna rete. A novembre 2007 è passato all'Harrow Borough con la formula del prestito, inizialmente valido per un mese. Ha esordito per la nuova squadra il 10 novembre 2007, in una sconfitta per 2-1 subita in casa del Margate. Il suo prestito all'Harrow Borough è stato poi prolungato per tre mesi, durante i quali ha subito un infortunio, collezionando complessivamente 6 gol in 10 incontri. Shroot ha terminato la stagione con l'AFC Wimbledon, con 6 reti in 12 presenze, contribuendo alla promozione in Conference South. Il suo contratto è scaduto al termine della stagione: il club gli ha offerto il rinnovo, che Shroot ha rifiutato. La scelta è stata ufficializzata dal manager dell'AFC Wimbledon Terry Brown, che aveva parlato con i rappresentanti del giocatore.
In virtù della sentenza Bosman, il club che avrebbe tesserato Shroot a parametro zero avrebbe dovuto versare un premio di valorizzazione all'AFC Wimbledon. Ciò non sarebbe valso firmando un contratto a gettone, perciò Shroot è tornato all'Harrow Borough su queste basi, nell'ottica di restare in forma in vista di un trasferimento nella successiva sessione di calciomercato.
A metà dicembre 2008, Shroot ha sostenuto un periodo di prova con il Birmingham City, compagine all'epoca militante in Football League Championship: si è allenato con la prima squadra e ha segnato una rete in un'amichevole disputata contro il Cheltenham Town. Il 2 gennaio 2009, il Birmingham City ha tesserato ufficialmente il calciatore, che ha firmato un contratto valido per i successivi due anni e mezzo, con un'opzione per un'ulteriore stagione.
Ha esordito in squadra in partite ufficiali in data 13 gennaio 2009, in occasione della sconfitta casalinga subita col punteggio di 0-2 contro il Wolverhampton, sfida valida per l'edizione stagionale dell'FA Cup. Nel marzo successivo, Shroot è stato ceduto al Walsall – in Football League One – in prestito per un mese. Ha effettuato il proprio debutto nella nuova squadra come sostituto, in una sconfitta per 2-0 subita in casa del Southend United. Il buono stato di forma dei calciatori del Walsall non ha permesso a Shroot di guadagnarsi un posto da titolare, pertanto il prestito è stato interrotto con una settimana d'anticipo sui termini concordati, dopo 5 presenze da subentrato.
Il 1º luglio 2009, Shroot è stato ceduto al Burton Albion con la medesima formula: il Birmingham City si è riservato il diritto di richiamare il calciatore nel corso della finestra di trasferimento invernale di gennaio 2010. Ha giocato la prima partita con la nuova casacca alla 1ª giornata di campionato, disputando i primi 67 minuti della sconfitta subita in casa dello Shrewsbury Town col punteggio di 3-1. Il 6 ottobre 2009, il prestito di Shroot è stato concluso anticipatamente, "nel miglior interesse delle parti coinvolte", benché il calciatore dovesse comunque rimanere formalmente in prestito al Burton Albion fino al mese di gennaio 2010.
Il calciatore si è poi trasferito in prestito al Cheltenham Town all'inizio della stagione 2010-2011, inizialmente come rinforzo d'emergenza per la partita d'esordio del campionato e con l'intenzione di estendere l'accordo fino al mese di gennaio 2011. Shroot ha segnato il primo gol contro l'Accrington Stanley, a ottobre. Malgrado il calciatore fosse desideroso di estendere il periodo in prestito al Cheltenham Town, è tornato al Birmingham City a gennaio 2011 ed è rimasto svincolato al termine di quella stessa stagione.
A luglio 2011, Shroot ha sostenuto un periodo di prova con lo Stevenage, durante il quale ha segnato l'unica rete in una vittoria per 1-0 in amichevole contro il Fulham, dopo essere entrato in campo al 71º minuto. Il 26 luglio ha firmato un contratto biennale con questo club. Ha giocato la prima partita stagione in occasione dell'esordio in campionato dello Stevenage, venendo schierato titolare nel pareggio casalingo per 0-0 arrivato contro l'Exeter City.

#### Nazionale
Shroot ha rappresentato l'Irlanda del Nord a livello giovanile, venendo convocato già a livello Under-19 e Under-20. Il debutto per l'Irlanda del Nord Under-21 è avvenuto il 18 novembre 2008, nella sconfitta per 3-1 subita contro la Scozia. Ha totalizzato 4 presenze per questa selezione.

### Allenatore
Il 12 aprile 2024, il Rosenborg Kvinner ha nominato Shroot come nuovo allenatore della squadra, militante in Toppserien.

## Statistiche

### Presenze e reti nei club
Statistiche aggiornate al 25 novembre 2024.
| Stagione              | Club                  | Campionato            | Campionato | Campionato | Coppe nazionali | Coppe nazionali | Coppe nazionali | Coppe continentali | Coppe continentali | Coppe continentali | Supercoppe | Supercoppe | Supercoppe | Totale | Totale |
| Stagione              | Club                  | Comp                  | Pres       | Reti       | Comp            | Pres            | Reti            | Comp               | Pres               | Reti               | Comp       | Pres       | Reti       | Pres   | Reti   |
| --------------------- | --------------------- | --------------------- | ---------- | ---------- | --------------- | --------------- | --------------- | ------------------ | ------------------ | ------------------ | ---------- | ---------- | ---------- | ------ | ------ |
| 2005-2006             | Staines Town          | IFL                   | 0          | 0          | -               | -               | -               | -                  | -                  | -                  | -          | -          | -          | 0      | 0      |
| 2006-2007             | AFC Wimbledon         | IFL                   | 7          | 0          | FACup           | 1               | 0               | -                  | -                  | -                  | -          | -          | -          | 8      | 0      |
| 2007-2008             | AFC Wimbledon         | IFL                   | 12         | 6          | FACup           | 3               | 0               | -                  | -                  | -                  | -          | -          | -          | 15     | 6      |
| Totale AFC Wimbledon  | Totale AFC Wimbledon  | Totale AFC Wimbledon  | 19         | 6          |                 | 4               | 0               |                    | -                  | -                  |            | -          | -          | 23     | 6      |
| nov. 2007-gen. 2008   | Harrow Borough        | IFL                   | 10         | 6          | FACup           | -               | -               | -                  | -                  | -                  | -          | -          | -          | 10     | 6      |
| 2008-gen. 2009        | Harrow Borough        | IFL                   | 12         | 9          | FACup           | 0               | 0               | -                  | -                  | -                  | -          | -          | -          | 12     | 9      |
| Totale Harrow Borough | Totale Harrow Borough | Totale Harrow Borough | 22         | 15         |                 | 0               | 0               |                    | -                  | -                  |            | -          | -          | 22     | 15     |
| gen.-feb. 2009        | Birmingham City       | FLC                   | 0          | 0          | FACup+CdL       | 1+0             | 0               | -                  | -                  | -                  | -          | -          | -          | 1      | 0      |
| mar.-apr. 2009        | Walsall               | FL1                   | 5          | 0          | FACup+CdL       | -               | -               | -                  | -                  | -                  | -          | -          | -          | 5      | 0      |
| mag.-giu. 2009        | Birmingham City       | FLC                   | 0          | 0          | FACup+CdL       | -               | -               | -                  | -                  | -                  | -          | -          | -          | 0      | 0      |
| ago.-set. 2009        | Burton Albion         | FL2                   | 7          | 0          | FACup+CdL       | -               | -               | -                  | -                  | -                  | -          | -          | -          | 7      | 0      |
| ott. 2009-2010        | Birmingham City       | PL                    | 0          | 0          | FACup+CdL       | 0               | 0               | -                  | -                  | -                  | -          | -          | -          | 0      | 0      |
| ago.-dic. 2010        | Cheltenham Town       | FL2                   | 7          | 1          | FACup+EFLT+EFC  | 2+1+1           | 0               | -                  | -                  | -                  | -          | -          | -          | 11     | 1      |
| gen.-giu. 2011        | Birmingham City       | PL                    | 0          | 0          | FACup+CdL       | 0               | 0               | -                  | -                  | -                  | -          | -          | -          | 0      | 0      |
| 2011-2012             | Stevenage             | FL1                   | 25+2       | 3+0        | FACup+EFLT+EFC  | 5+1+1           | 1+0+0           | -                  | -                  | -                  | -          | -          | -          | 34     | 4      |
| 2012-2013             | Stevenage             | FL1                   | 26         | 6          | FACup+EFLT+EFC  | 0+2+1           | 0+0+1           | -                  | -                  | -                  | -          | -          | -          | 29     | 7      |
| 2013-mar. 2014        | Stevenage             | FL1                   | 10         | 0          | FACup+EFLT+EFC  | 0+0+2           | 0               | -                  | -                  | -                  | -          | -          | -          | 12     | 0      |
| Totale Stevenage      | Totale Stevenage      | Totale Stevenage      | 61+2       | 9+0        |                 | 5+3+4           | 1+0+1           |                    | -                  | -                  |            | -          | -          | 75     | 11     |
| 2014                  | Hødd                  | 1D                    | 23         | 16         | CN              | 1               | 3               | -                  | -                  | -                  | -          | -          | -          | 24     | 19     |
| gen.-ago. 2015        | Sogndal               | 1D                    | 11         | 4          | CN              | 1               | 0               | -                  | -                  | -                  | -          | -          | -          | 12     | 4      |
| ago.-dic. 2015        | Hødd                  | 1D                    | 9+1        | 1+0        | CN              | -               | -               | -                  | -                  | -                  | -          | -          | -          | 10     | 1      |
| 2016                  | Hødd                  | 1D                    | 30         | 12         | CN              | 1               | 0               | -                  | -                  | -                  | -          | -          | -          | 31     | 12     |
| mar.-lug. 2017        | Viking                | ES                    | 6          | 0          | CN              | 2               | 1               | -                  | -                  | -                  | -          | -          | -          | 8      | 1      |
| lug.-dic. 2017        | Hødd                  | 2D                    | 9          | 6          | CN              | -               | -               | -                  | -                  | -                  | -          | -          | -          | 9      | 6      |
| 2018                  | Nashville             | USL                   | 6          | 0          | USOC            | 2               | 1               | -                  | -                  | -                  | -          | -          | -          | 8      | 1      |
| 2019                  | Hødd                  | 2D                    | 25         | 11         | CN              | 2               | 1               | -                  | -                  | -                  | -          | -          | -          | 27     | 11     |
| gen.-set. 2020        | Hødd                  | 2D                    | 4          | 0          | -               | -               | -               | -                  | -                  | -                  | -          | -          | -          | 4      | 0      |
| Totale Hødd           | Totale Hødd           | Totale Hødd           | 100+1      | 46+0       |                 | 4               | 4               |                    | -                  | -                  |            | -          | -          | 105    | 50     |
| set.-dic. 2020        | Brattvåg              | 2D                    | 1          | 0          | -               | -               | -               | -                  | -                  | -                  | -          | -          | -          | 1      | 0      |
| Totale                | Totale                | Totale                | 245+3      | 81+0       |                 | 30              | 8               |                    | -                  | -                  |            | -          | -          | 278    | 89     |